# 李夢庚 (明朝)
- 關於中华民国政治人物、辛亥革命元勋、国民党中央监委，請見「李梦庚 (民国)」。
- 關於清朝康熙年间进士，請見「李夢庚 (康熙進士)」。
- 關於中华民国安徽省霍邱县地主，請見「李梦庚 (霍邱)」。
- 關於辽宁盘锦人、奉系将领，請見「李少白」。

李夢庚（?—?），安徽鳳陽人，明朝初期政治人物。
當時與郭景祥一同跟隨朱元璋渡江，分任行中書省左右司郎中。當時謝再興守衛諸全，其部將私自到張士誠地販賣易貨，朱元璋非常憤怒并殺其部將，并召謝再興，命李夢庚到諸全總制軍事。后謝再興返回鎮上，埋怨李夢庚位居其上，於是叛變，殺死李夢庚并投奔張士誠。